# Elattoneura dorsalis
Elattoneura dorsalis – gatunek ważki z rodziny pióronogowatych (Platycnemididae). Narażony na wyginięcie, występuje endemicznie w Sierra Leone.